# Ceropegia cataphyllaris
Ceropegia cataphyllaris ist eine Pflanzenart aus der Unterfamilie der Seidenpflanzengewächse (Asclepiadoideae). Sie kommt nur in Sambia vor.

## Beschreibung

### Erscheinungsbild und Blatt
Ceropegia cataphyllaris ist eine ausdauernde krautig Pflanze. Als Überdauerungsorgane werden Wurzelknollen gebildet, die bei einem Durchmesser von 1,5 bis 2,5 Zentimeter kugelig sind. Die jährlich neu austreibenden, kahlen, unverzweigt Sprossachsen messen im Querschnitt etwa 1 Millimeter und werden 15 bis 30 Zentimeter hoch. Die Laubblätter sind ungestielt und aufrecht. Die Blattspreiten sind schmal lanzettlich bis nadelig und 2 bis 30 Millimeter lang und 0,3 bis 0,7 Millimeter breit. Ihre Länge nimmt an der Sprossachse von unten nach oben zu. Die Blattränder sind umgebogen.

### Blütenstand und Blüte
Der einblütige Blütenstand sitzt nahe der Triebspitze. Der Blütenstiel ist dünn und 1,5 bis 2 Zentimeter lang. Die zwittrigen Blüten sind zygomorph und fünfzählig mit doppelter Blütenhülle. Die fünf rötlichen Kelchblätter sind linealisch-pfriemlich und 2 Millimeter lang. Die Blütenkrone ist 3 bis 3,5 Zentimeter lang. Die fünf Kronblätter sind im unteren Bereich zu einer schlanken, geraden, außen glatten Kronröhre (Sympetalie) verwachsen. Die aufrechte, weißliche Kronröhre ist im unteren Teil zu einem verkehrt-eiförmigen 7 Millimeter langen und 5 Millimeter breiten „Kronkessel“ aufgebläht. Die eigentliche Kronröhre nimmt oberhalb des „Kronkessels“ auf 2 bis 3 Millimeter Durchmesser ab; sie erweitert sich zur Mündung der Blüte kaum. Die bräunlichen Zipfel der Kronblätter sind linealisch geformt und 20 Millimeter lang, bei einer Breite von nur 1 Millimeter. Sie sind entlang der Längsachse nach außen gefaltet und mit den Enden verwachsen; sie bilden somit eine ellipsoide, käfigartige Struktur. Die Nebenkrone (Corona) ist ungestielt, weißlich durchsichtig und basal tassenförmig verwachsen. Die Zipfel der interstaminalen, äußeren Nebenkrone sind mittig sehr tief eingeschnitten und bilden zwei linealische, 1 Millimeter lange Fortsätze, auf denen jeweils ein bis zwei weißliche Haare sitzen. Die Zipfel der staminalen, inneren Nebenkrone sind linealisch-pfriemlich geformt, 1,5 bis 2 Millimeter lang, zunächst aufrecht stehend, dann sich zusammen neigend; die Spitzen sind dann wieder etwas zurückgebogen.

### Frucht und Samen
Bisher liegen keine Angaben zu Früchten und Samen vor.

### Ähnliche Arten
Ceropegia cataphyllaris ähnelt Ceropegia illegitima aus Zaire, die jedoch fleischige Wurzeln statt einer Wurzelknolle hat. Diese Art besitzt zudem rote Blüten und eine reduzierte interstaminale Nebenkrone.

## Verbreitung
Das Verbreitungsgebiet von Ceropegia cataphyllaris ist auf Sambia beschränkt.

## Taxonomie
Die Erstbeschreibung von Ceropegia cataphyllaris erfolgte 1956 durch Arthur Allman Bullock im 10. Band des Kew Bulletin auf S. 625. Der Band trägt die Jahreszahl 1955, erschien jedoch erst 1956. Ein Synonym für Ceropegia cataphyllaris Bullock ist Ceropegia filiformis E.A.Bruce; ein ungültiger, da präokkupierter Artname nach Art. 53.1 des Internationalen Code der Nomenklatur für Algen, Pilze und Pflanzen.

## Belege